# Jiri-san
Jiri-san (kor. 지리산) – szczyt w paśmie Sobaek. Leży w południowej części Korei Południowej, niedaleko wybrzeży Cieśniny Koreańskiej. Jest to najwyższy szczyt pasma Sobaek. Znajduje się na terenie Parku Narodowego Jiri-san.